# Pleasant Dreams
 (juin 2023).
Si vous disposez d'ouvrages ou d'articles de référence ou si vous connaissez des sites web de qualité traitant du thème abordé ici, merci de compléter l'article en donnant les références utiles à sa vérifiabilité et en les liant à la section « Notes et références ».
Albums de Ramones
End of the Century
(1980) Subterranean Jungle
(1983)
Pleasant Dreams est le sixième album des Ramones sorti en 1981. L'album fut classé à la 58e place du Billboard. Les New-Yorkais persistent dans une veine pop-punk, mais semblent un peu perdus. Le succès n'est jamais venu récompenser l'inventivité, la spontanéité de leurs premiers albums, pas plus que la production léchée de Phil Spector sur l'album précédent, l'énergie et l'argent qu'il a couté, n'ont permis au groupe de toucher le grand public. Pire, les relations au sein du groupe sont exécrables. Les rancœurs entre Johnny et Joey s'accumulent, virant lentement à une haine tenace entre les deux hommes (qui durera jusqu'à la fin du groupe, 15 ans plus tard !). Les excès d'alcool et de drogues, les tournées incessantes, compromettent un équilibre plus que précaire. Pourtant, Pleasant Dreams offre quelques perles, comme la sublime The KKK Took My Baby Away, écrite par Joey. Un titre qui, selon la légende, serait une charge déguisée contre le très réactionnaire Johnny, qui aurait « volé » sa petite amie au chanteur, pourrissant ainsi un peu plus leur relation.

## Liste des pistes
1. We Want the Airwaves – 3:22 (Joey Ramone)
2. All's Quiet on the Eastern Front – 2:14 (Dee Dee Ramone)
3. The KKK Took My Baby Away – 2:32 (Joey Ramone)
4. Don't Go – 2:48 (Joey Ramone)
5. You Sound Like You're Sick – 2:42 (Dee Dee Ramone)
6. It's Not My Place (In the 9 to 5 World) – 3:24 (Joey Ramone)
7. She's a Sensation – 3:29 (Joey Ramone)
8. 7-11 – 3:38 (Joey Ramone)
9. You Didn't Mean Anything to Me – 3:00 (Dee Dee Ramone)
10. Come on Now – 2:33 (Dee Dee Ramone)
11. This Business Is Killing Me – 2:41 (Joey Ramone)
12. Sitting in My Room – 2:30 (Dee Dee Ramone)